# Gene Tunney
James Joseph Tunney (Nova Iorque, 25 de maio de 1897 - Greenwich, 7 de novembro de 1978) foi um pugilista americano, campeão mundial dos pesos-pesados entre 1926 e 1928. A única derrota de sua carreira ocorreu por decisão unânime contra Harry Greb, que quebrou o nariz de Tunney com uma cabeçada.
Em uma entrevista concedida em 1976 a Howard Cosell, Muhammad Ali teria classificado Tunney como o melhor boxeador da era pré anos 70.

## Biografia
Nascido em um família de baixa classe social, Tunney aprendeu a lutar boxe em brigas nas ruas de Nova Iorque, tendo começado sua carreira profissional em 1915, com uma vitória por nocaute sobre Bobby Dawson.
Tunney então seguiu lutando normalmente nas arenas de Nova Iorque até 1918, quando decidiu se alistar no Corpo de Fuzilieiros Navais, em decorrência da entrada dos Estados Unidos entraram na Primeira Guerra Mundial.
Durante a guerra, Tunney não chegou a se envolver na frente de batalha e, baseado na França, participou e ganhou um campeonato amador das forças expedicionárias americanas, lutando na categoria de meio-pesado.
Retornando aos Estados Unidos em 1919, após o término da guerra, Tunney emplacou uma sequência de onze nocautes consecutivos, que acabaram credenciando-o a participar de uma luta preliminar, que teve como luta de fundo o esperado duelo entre Jack Dempsey e Georges Carpentier, que atraiu um público de mais de 80 mil pessoas.
Em seguida, Tunney obteve mais seis vitórias, antes de enfrentar o ex-campeão mundial dos meios-pesados Battling Levinsky, em um combate realizado em 1922, valendo o título de campeão americano dos meios-pesados.
Levinsky foi o primeiro grande adversário na carreira de Tunney e, com uma vitória nos pontos, após doze rounds de luta, Tunney não só havia se tornado o campeão americano dos meios-pesados, como também havia chamado a atenção do mundo inteiro.
Em seguida, três meses depois de seu sucesso diante de Levinsky, Tunney acabou perdendo seu título para Harry Greb, em uma luta controvertida, na qual Greb quebrou o nariz de Tunney através de uma cabeçada. Perdida nos pontos, essa acabou sendo a única derrota em toda a carreira de Gene Tunney.
Na revanche entre Tunney e Greb, ocorrida no início de 1923, Tunney também venceu o combate nos pontos, de modo a recuperar seu título de campeão americano dos meios-pesados. Posteriomente, no final de 1923, um terceiro encontro entre Tunney e Greb tornou a acontecer, quando Tunney mais uma vez conseguiu obter uma vitória nos pontos.
Terminado seus duelos contra Greb, Tunney decidiu persiguir o título mundial dos pesos-pesados e, para tanto, entre 1924 e 1925, ele obteve vitórias expressivas contra adversários valorosos, tais como Erminio Spalla, Georges Carpentier e Tommy Gibbons.
Então, depois que Dempsey se recusou a colocar seu título em disputa em uma luta inter-racial contra Harry Wills, em meados de 1926, Tunney subiu ao ringue contra o temível campeão Jack Dempsey.
Preparando-se intensamente para o combate, Tunney fez sparring com vários lutadores que já haviam enfrentado Dempsey antes, de modo que no dia da luta Tunney sabia exatamente como lutar contra Dempsey. Amplamente dominado por Tunney, ao longo dos dez assaltos de duração da luta, Dempsey acabou perdendo seu cinturão para Tunney, naquela que então passou a ser considerada a mais surpreendente derrota de toda a década de 1920.
Uma vez campeão mundial dos pesos-pesados, Tunney concordou em realizar uma revanche contra Dempsey, que acabou acontecendo praticamente um anos depois da primeira luta. Esse segundo encontro entre Tunney e Dempsey entrou para a história do boxe como uma das lutas mais polêmicas de todos os tempos, em virtude do que se sucedeu no sétimo assalto. Liderando a luta nos seis assaltos iniciais, Tunney acabou sendo nocauteado pela primeira e única vez em sua carreira no sétimo assalto. Caído no tablado, Tunney recebeu uma contagem prolongada de catorze segundos, em virtude de uma perda de tempo do árbitro, que gastou cinco segundos deslocando Dempsey para um córner neutro, antes de iniciar a contagem para Tunney. Conseguindo se reerguer, em uma contagem oficial de nove segundos feita pelo árbitro, Tunney resistiu ao final do sétimo assalto e, na volta para o oitavo round, revidou o nocaute sofrido antes, fazendo com que Dempsey fosse à lona. Levantando-se rapidamente, Dempsey partiu para o contra-ataque, contudo, Tunney depois conseguiu manter a luta sob controle. Finalizado os dez assaltos da luta, a vitória foi consignada à Tunney nos pontos, que assim reteve seu título mundial.
Depois de derrotar Dempsey uma segunda vez, em 1928, Tunney fez sua segunda defesa de título com sucesso, ao derrotar Tom Heeney por nocaute técnico, naquela que acabou sendo sua última luta na carreira, haja vista que poucos dias depois ele resolveu anunciar publicamente sua aposentadoria.
Uma vez longe dos ringues, Tunney se casou com uma mulher da alta sociedade e se transformou em um empresário bem sucedido, tendo vivido confortavelmente até 1978, quando veio a falecer aos 81 anos de idade.
Apesar de menos querido do que Dempsey, assim como seu rival, em 1990, Gene Tunney fez parte da primeira seleção de boxeadores que entraram para galeria dos mais distintos boxeadores de todos os tempos, que hoje estão imortalizados no International Boxing Hall of Fame.

## Cinema
Gene Tunney estrelou um seriado estadunidense, The Fighting Marine, em 1926, no gênero aventura, dirigido por Spencer Gordon Bennet, em 10 capítulos, ao lado de Walter Miller e Marjorie Day. Esse seriado foi produzido e distribuído pela Pathé Exchange, e veiculou nos cinemas estadunidenses entre 12 de setembro e 14 de novembro de 1926.